# Elecciones regionales en Antioquia de 2023
Las Elecciones regionales de Antioquia de 2023, se llevaron a cabo el 29 de octubre de 2023 en el departamento de Antioquia, donde serán elegidos los siguientes cargos para un período de cuatro años contados a partir del 1.º de enero de 2024:
- Al Gobernador de Antioquia quien funge como jefe administrativo del departamento.
- A los 26 diputados de la Asamblea Departamental de Antioquia.
- A los 125 alcaldes de cada uno de los municipios del departamento.
- A los 1.421 concejales de cada uno de los municipios del departamento.

## Legislación
Según la Constitución de Colombia, pueden ejercer su derecho a sufragio los ciudadanos mayores 18 años de edad que no hagan parte de la Fuerza Pública, no estén en un proceso de interdicción, y que no hayan sido condenados. Las personas que se encuentran en centros de reclusión, tales como cárceles o reformatorios, podrán votar en los establecimientos que determine la Registraduría Nacional. La inscripción en el registro civil no es automática, el ciudadano debe dirigirse a la sede regional de la Registraduría para inscribir su identificación personal en un puesto de votación.
La Ley 136 de 1994 establece que para ser elegido alcalde se requiere ser ciudadano colombiano en ejercicio y haber nacido o ser residente del respectivo municipio o de la correspondiente área metropolitana durante un año anterior a la fecha de inscripción o durante un período mínimo de tres años consecutivos en cualquier época. El alcalde se elige por mayoría simple, sin tener en cuenta la diferencia de votos con relación a quien obtenga el segundo lugar. Sin embargo, actualmente se encuentra en trámite en el Congreso de la República un proyecto de reforma constitucional que establece la segunda vuelta para la elección del mandatario de la ciudad.
Está prohibido para los funcionarios públicos del Distrito difundir propaganda electoral a favor o en contra de cualquier partido, agrupación o movimiento político, a través de publicaciones, estaciones de televisión y de radio o imprenta pública, según la Constitución y la Ley Estatutaria de Garantías Electorales. También les está expresamente prohibido acosar, presionar, o determinar, en cualquier forma, a subalternos para que respalden alguna causa, campaña o controversia política.
Los organismos encargados de velar administrativamente por el evento son la Registraduría Nacional del Estado Civil y el Consejo Nacional Electoral.

### Voto en blanco
De acuerdo con la sentencia C-490 de 2011 de la Corte Constitucional de Colombia, que declaró la exequibilidad de la Ley 1475 (Reforma Política), el voto en blanco es «una expresión política de disentimiento, abstención o inconformidad, con efectos políticos» y agrega que «el voto en blanco constituye una valiosa expresión del disenso a través del cual se promueve la protección de la libertad del elector. Como consecuencia de este reconocimiento la Constitución le adscribe una incidencia decisiva en procesos electorales orientados a proveer cargos unipersonales y de corporaciones públicas de elección popular».

De acuerdo con el artículo 9 del Acto Legislativo 01 de 2009, en caso de victoria del voto en blanco, 
"Deberá repetirse por una sola vez la votación para elegir miembros de una corporación pública, gobernador, alcalde o la primera vuelta en las elecciones presidenciales, cuando el total de los votos válidos, los votos en blanco constituyan la mayoría. Tratándose de elecciones unipersonales no podrán presentarse los mismos candidatos, mientras que en las corporaciones públicas no se podrán presentar a las nuevas elecciones las listas que no hayan alcanzado el umbral". 
Según lo anterior, si en la repetición de las votaciones llegara a ganar nuevamente el voto en blanco, quedaría como ganador el candidato que alcanzó la mayoría de votos válidos en el certamen electoral. Por lo cual, se elegirá el segundo puesto en votos. La Corte Constitucional, en sentencia C-490 de 2011 declaró inexequible la norma de la Reforma Política que ordenaba repetir elecciones «cuando el voto en blanco obtenga más votos que el candidato o lista que haya sacado la mayor votación» y en consecuencia la mayoría necesaria para repetir la elección es mayoría absoluta, es decir el 50% más 1 de los votos válidos, y no mayoría simple.

## Gobernación
La distribución de votos en Antioquia revela un panorama interesante: aunque Luis Pérez tuvo un dominio amplio en todo el departamento al ganar en 73 municipios, Andrés Julián Rendón logró captar el 68% de sus votos únicamente en el Valle de Aburrá. De solo contar con los votos obtenidos por Rendón en el Valle de Aburrá, sin considerar los apoyos de otras áreas. Aun así, habría ganado con una ventaja considerable en las elecciones para la Gobernación de Antioquia el 29 de octubre.
Estos resultados, basados en el preconteo de la Registraduría Nacional del Estado Civil, subrayan la influencia significativa de las zonas más densamente pobladas de Antioquia en el balance del poder político. A pesar de la consolidación de Luis Pérez en la mayoría de los municipios, especialmente en subregiones como Urabá, Nordeste, Occidente y Bajo Cauca, estos apoyos no fueron suficientes para contrarrestar el avance del candidato del Centro Democrático, quien triunfó en 45 municipios.
En los resultados del boletín 73 de la Registraduría, con un 99,86% de las mesas escrutadas, Rendón se alzó como vencedor con 944.239 votos, una diferencia de 346.572 votos más que Luis Pérez, quien obtuvo 597.667 votos, situándose en segundo lugar. Enfocándonos en el Valle de Aburrá, Rendón aseguró la victoria en ocho de los diez municipios de la región metropolitana, siendo Medellín el que más votos aportó a su victoria, seguido por Envigado, Bello e Itagüí.
En contraste, Pérez únicamente ganó en Barbosa y Girardota, recogiendo la mayoría de sus votos metropolitanos en Medellín, Bello, Itagüí y Envigado. Si comparamos los votos en el Aburrá, Rendón reunió un total de 651.247 votos, mientras Luis Pérez obtuvo 248.186 votos. Estos resultados muestran que casi dos tercios de los votos de Rendón provinieron del Aburrá, en comparación con menos de la mitad de los votos de Pérez.
La victoria de Rendón en el Aburrá fue tan contundente que incluso si restamos sus apoyos fuera de esa zona, aún superaría la votación total de Luis Pérez con una diferencia de 53.580 votos.Por otro lado, fuera del Aburrá, Pérez aseguró el 58,4% de los votos en otras subregiones, mientras que Rendón solo obtuvo el 31% de los votos. Estos resultados destacan el dominio de Pérez en áreas como Urabá, Bajo Cauca, Nordeste y Magdalena Medio, mientras Rendón obtuvo victorias significativas en Oriente, Suroeste, Occidente y Norte.
Luis Pérez como segundo en la votación tenía el derecho y la posibilidad de aceptar la curul en la Asamblea Departamental que le otorga la ley por medio del Estatuto de la Oposición, decidió no hacerlo debido a que según el, no le corresponde la función de hacer oposición a la extrema derecha y al nuevo gobernador.

## Candidatos
Los siguientes son los nombres de los candidatos oficiales previamente inscritos hasta el 29 de julio en la Registraduría Nacional del Estado Civil para participar de la contienda electoral:
| Candidato | Candidato | Candidato                                                                                         | Partidos políticos | Cargos Públicos |
| --------- | --------- | ------------------------------------------------------------------------------------------------- | --- | --- |
|           |           | Luis Emilio Pérez Gutiérrez (71 años) Estadístico Lema: ¡Piensa en Grande!                        | Partido Alianza Social Independiente Partido Alianza Democrática Amplia Partido La Fuerza de la Paz Partido Esperanza Democrática Partido Demócrata Colombiano Movimiento Político Fuerza Ciudadana                      | - Rector de la Universidad de Antioquia (1990-1992) - Secretario de Educación de Medellín (1995-1997) - Alcalde de Medellín (2001-2004) - Gobernador de Antioquia (2016-2019)                                     |
|           |           | Jorge Gómez Gallego (69 años) Sociólogo Lema: Palabra de Honor                                    | Partido Dignidad y Compromiso | - Diputado de Antioquia (2008-2017) - Representante a la Cámara (2018-2022) |
|           |           | Fredy Esteban Restrepo Taborda (34 años) Negociador Internacional Lema: ¡Antioquia Independiente! | Partido Independientes Coalición Pacto Histórico | - Secretario de Gobierno de Medellín (2020-2022) |
|           |           | Luis Fernando Suárez Vélez (60 años) Odontólogo Lema: Unidos por Antioquia                        | G.S.C Unidos por Antioquia Partido Alianza Verde Partido Conservador Colombiano | - Secretario de Obras Públicas de Medellín (2012-2015) - Secretario de Gobierno de Antioquia (2020-2022) - Gobernador (e) de Antioquia (2020; 2021)                                                               |
|           |           | Mauricio Tobón Franco (51 años) Economista Lema: Antioquia Federal                                | G.S.C El Parche | - Concejal de Medellín (2004-2007) - Presidente del Concejo de Medellín (2007) - Director del IDEA (2016-2018) |
|           |           | Cristian Halaby Fernández (46 años) Economista Lema: Un Gerente para que a todos nos vaya bien    | Partido Nueva Fuerza Democrática Partido Colombia Justa Libres | - Sin cargos públicos previos. |
|           |           | Andrés Julián Rendón Cardona (45 años) Economista Lema: Por Antioquia Firme                       | Partido Centro Democrático Partido Creemos Partido Político MIRA G.S.C Una Antioquia Viva Partido Liberal Colombiano Partido de la Unión por la Gente Movimiento de Salvación Nacional Autoridades Indígenas de Colombia | - Concejal de Rionegro (2001-2002) - Asesor del Ministerio de Hacienda (2002-2003) - Secretario de Gobierno de Antioquia (2008-2011) - Gobernador (e) de Antioquia (2010; 2011) - Alcalde de Rionegro (2016-2019) |

## Declinaciones

#### Eugenio Prieto Soto - Grupo Significativo de Ciudadanos Una Antioquia Viva
El  7 de septiembre, en conversaciones entre el Partido Liberal y el Centro Democrático, escogieron un candidato único mediante una encuesta con los ciudadanos, cuyo resultado arrojó la victoria de Andrés Julián Rendón. Prieto aceptó el resultado expresando mediante su cuenta de X que apoyaría al candidato Rendón.

##### Robinson Giraldo - Movimiento Político Fuerza Ciudadana
Mediante una carta enviada al Consejo Nacional Electoral, anunciaba su retiro a 12 días de la contienda, debido a una inoperancia del organismo anteriormente mencionado al enviar una denuncia que afectaba su campaña ya que se usurpaba el nombre de su campaña Antioquia Federal por otro candidato.

##### Julián Bedoya Pulgarín - Partido Demócrata Colombiano
El 20 de octubre, en el hotel Dann Carlton en la ciudad de Medellín, Julián Bedoya se reunió con Luis Pérez para sellar una alianza a la Gobernación de Antioquia. En dicha reunión, estuvieron presentes los senadores Carlos Andrés Trujillo (Partido Conservador), John Jairo Roldán (Partido Liberal) y el candidato a la alcaldía Albert Corredor.

##### Juan Diego Gómez - Partido Conservador Colombiano
El 26 de octubre, durante un debate televisado en Teleantioquia, Juan Diego Gómez renunció a su candidatura a la Gobernación de Antioquia, en favor de respaldar a Luis Fernando Suárez en la contienda electoral. Gómez expresó su preocupación por evitar que el candidato Luis Pérez, tome el cargo, invitando a otros candidatos y figuras prominentes a unirse a la campaña de Suárez. Se había tenido una reunión entre Gómez y Suárez, Que también estuvo presente el candidato Cristian Halaby (Este último no se retiró) Suárez manifestó su entusiasmo por la adhesión de Gómez, subrayando la importancia de la unidad para proteger a Antioquia del populismo y el miedo.

## Resultados
A continuación, una tabla compuesta por todos los candidatos a la Gobernación de Antioquia, su partido y/o movimiento político, junto con la cantidad de votos y el debido porcentaje obtenido el 29 de octubre del 2023:
|  | 37.31 % |

|  | 23.45 % |

|  | 14.03 % |

|  | 09.16 % |

|  | 02.15 % |

|  | 01.32 % |

|  | 01.28 % |

|  | 00.65 % |

|  | 00.50 % |

|  | 00.15 % |

|  | 09.99 % |

|  | 01.75 % |

|  | 09.48 % |

|  | 88.78 % |

     Candidatura retirada pero presente en el tarjetón, por lo que sus votos son contados.

## Encuestas
A continuación, las encuestas hechas por las diferentes firmas encuestadoras desde la inscripción en la Registraduría Nacional del Estado Civil, de los candidatos oficiales a la Gobernación de Antioquia:
| Fecha                                                           | Encuestador   | Candidatos  | Candidatos       | Candidatos       | Candidatos     | Candidatos     | Candidatos      | Candidatos | Candidatos    | Candidatos     | Candidatos     | Candidatos | Candidatos | Candidatos      | Candidatos | Estadísticas | Estadísticas    |       |   |      |              |
| Luis Pérez                                                      | Julián Bedoya | Jorge Gómez | Esteban Restrepo | Robinson Giraldo | Luis F. Suárez | Mauricio Tobón | Cristian Halaby | Juan Gómez | Andrés Rendón | Eugenio Prieto | Voto en Blanco | Ninguno    | NS/NR      | Margen de error | Fuente     |              |                 |       |   |      |              |
| --------------------------------------------------------------- | ------------- | ----------- | ---------------- | ---------------- | -------------- | -------------- | --------------- | ---------- | ------------- | -------------- | -------------- | ---------- | ---------- | --------------- | ---------- | ------------ | --------------- | ----- | - | ---- | ------------ |
| 28-02-2023                                                      | W.A.A         | 28,7%       | 1,9%             | 0,0%             | 9,1%           | 0,0%           | 2,5%            | 9,7%       | 0,0%          | 1,4%           | 0,0%           | Ninguno    | NS/NR      | Margen de error | Fuente     | 2,9%         | 17,0%           | 26,0% | - | 2,6% | Telemedellín |
| 16-04-2023                                                      | W.A.A         | 26,3%       | 5,3%             | 3,6%             | 11,1%          | 0,0%           | 7,4%            | 5,3%       | 0,0%          | 4,7%           | 5,5%           | 2,9%       | 13,5%      | 14,0%           | -          | 2,6%         | El Espectador   |       |   |      |              |
| 11-06-2023                                                      | W.A.A         | 28,3%       | 1,8%             | 2,2%             | 11,5%          | 0,0%           | 6,1%            | 9,5%       | 0,0%          | 9,1%           | 4,1%           | 0,0%       | 14,3%      | 8,4%            | -          | 2,6%         | El Espectador   |       |   |      |              |
| 31-07-2023                                                      | Mosqueteros   | 9,6%        | 1,6%             | 1,5%             | 4,9%           | 0,0%           | 17,1%           | 12,8%      | 0,8%          | 1,9%           | 4,0%           | 6,8%       | 39,1%      | -               | -          | 2,8%         | Valora Analitik |       |   |      |              |
| 04-08-2023                                                      | Gauss         | 21,5%       | 0,0%             | 0,0%             | 5,2%           | 0,0%           | 6,2%            | 2,7%       | 0,0%          | 1,1%           | 2,1%           | 2,3%       | 33,4%      | -               | 22,5%      | 3,2%         | Confidencial    |       |   |      |              |
| 12-08-2023                                                      | Pronósticos   | 15,7%       | 2,4%             | 0,5%             | 2,6%           | 0,5%           | 13,2%           | 1,5%       | 0,6%          | 4,8%           | 14,3%          | 13,9%      | 11,7%      | -               | 4,7%       | 2,9%         | Valora Analitik |       |   |      |              |
| 21-08-2023                                                      | Mosqueteros   | 19,6%       | 4,0%             | 3,4%             | 6,8%           | 2,0%           | 15,1%           | 9,3%       | 2,4%          | 7,6%           | 7,1%           | 7,9%       | 15,1%      | -               | -          | 2,8%         | JPG             |       |   |      |              |
| 03-09-2023                                                      | W.A.A         | 32,2%       | 2,1%             | 2,0%             | 8,3%           | 0,7%           | 10,8%           | 13,6%      | 1,5%          | 8,8%           | 6,1%           | 6,2%       | 4,3%       | 3,3%            | -          | 2,6%         | El Espectador   |       |   |      |              |
| 05-09-2023                                                      | Pronósticos   | 23,5%       | 2,3%             | 1,5%             | 5,9%           | 0,3%           | 12,9%           | 1,7%       | 0,3%          | 2,1%           | 20,5%          | 15,8%      | 23,3%      | -               | 5,7%       | 3,1%         | Valora Analitik |       |   |      |              |
| 06-09-2023                                                      | CNC           | 21,0%       | 2,0%             | 1,0%             | 7,0%           | 1,0%           | 12,0%           | 3,0%       | 1,0%          | 2,0%           | 8,0%           | 3,0%       | 26,0%      | 7,0%            | 6,0%       | 3,0%         | Gran Ciudad     |       |   |      |              |
| Eugenio Prieto retira su candidatura el 7 de septiembre de 2023 |               |             |                  |                  |                |                |                 |            |               |                |                |            |            |                 |            |              |                 |       |   |      |              |
| 23-09-2023                                                      | Emporia CyA   | 21,1%       | 3,4%             | 0,5%             | 10,4%          | 0,6%           | 10,8%           | 6,3%       | 0,2%          | 8,1%           | 8,9%           | -          | 20,4%      | -               | 9,3%       | 3,1%         | Emporia         |       |   |      |              |
| 24-09-2023                                                      | Pronósticos   | 23,8%       | 5,6%             | 1,9%             | 6,5%           | 0,3%           | 9,1%            | 1,7%       | 0,7%          | 2,1%           | 24,0%          | -          | 11,5%      | -               | 12,8%      | 3,2%         | Valora Analitik |       |   |      |              |
| 25-09-2023                                                      | Atlas Intel   | 7,9%        | 2,4%             | 2,3%             | 10,0%          | 0,0%           | 8,1%            | 0,8%       | 0,0%          | 2,2%           | 31,5%          | -          | 10,6%      | -               | 24,1%      | 3,0%         | La Silla Vacía  |       |   |      |              |
| 02-10-2023                                                      | Gauss         | 30,8%       | 6,1%             | 1,6%             | 9,7%           | 0,5%           | 9,8%            | 3,7%       | 0,5%          | 1,8%           | 14,6%          | -          | 11,6%      | -               | 8,9%       | 3,0%         | Gauss           |       |   |      |              |
| 03-10-2023                                                      | W.A.A         | 25,7%       | 6,0%             | 2,1%             | 4,0%           | 1,1%           | 9,6%            | 8,6%       | 1,6%          | 8,5%           | 15,1%          | -          | 8,2%       | 9,7%            | -          | 2,6%         | El Espectador   |       |   |      |              |
| 13-10-2023                                                      | Pronósticos   | 25,2%       | 6,5%             | 1,4%             | 7,5%           | 0,6%           | 12,7%           | 1,0%       | 1,0%          | 1,8%           | 25,7%          | -          | 7,8%       | -               | 8,8%       | 3,1%         | Radio Uno       |       |   |      |              |
| 13-10-2023                                                      | Atlas Intel   | 16,1%       | 2,9%             | 1,6%             | 9,4%           | 0,0%           | 14,1%           | 2,8%       | 0,0%          | 2,5%           | 27,9%          | -          | 0,8%       | -               | 14,5%      | 3,0%         | La Silla Vacía  |       |   |      |              |
| Robinson Giraldo retira su candidatura el 17 de octubre de 2023 |               |             |                  |                  |                |                |                 |            |               |                |                |            |            |                 |            |              |                 |       |   |      |              |
| 19-10-2023                                                      | Gauss         | 35,6%       | 10,9%            | 1,9%             | 10,5%          | -              | 11,2%           | 2,8%       | 0,4%          | 2,1%           | 24,6%          | -          | 7,1%       |                 | 5,1%       | 3,2%         | KienyKe         |       |   |      |              |
| Julián Bedoya retira su candidatura el 20 de octubre de 2023    |               |             |                  |                  |                |                |                 |            |               |                |                |            |            |                 |            |              |                 |       |   |      |              |
| 26-10-2023                                                      | Emporia       | 24,8%       | -                | 1,9%             | 6,2%           | -              | 17,6%           | 5,2%       | 0,6%          | 10,2%          | 13,7%          | -          | 5,9%       | -               | 8,3%       | 3,1%         | Infobae         |       |   |      |              |
| Juan Diego Gómez retira su candidatura el 26 de octubre de 2023 |               |             |                  |                  |                |                |                 |            |               |                |                |            |            |                 |            |              |                 |       |   |      |              |

## Asamblea Departamental
Las siguientes son las listas presentadas organizadas según su posición en el tarjetón.
|  | 17.43 % |

|  | 2.81 % |

|  | 14.21 % |

     – Partidos que no superaron el umbral

### Diputados electos
| #  | Nombre                            | Votos   | Partido                              |
| -- | --------------------------------- | ------- | ------------------------------------ |
| 1  | Verónica Arango García            | 65.526  | Partido Centro Democrático           |
| 2  | Luis Gabriel Gómez Grisales       | 51.921  | Partido Centro Democrático           |
| 3  | Gabriel Jaime Giraldo Bustamente  | 28.057  | Partido Centro Democrático           |
| 4  | José Gregorio Orjuela Pérez       | 23.078  | Partido Centro Democrático           |
| 5  | José Luis Noreña Restrepo         | 21.259  | Partido Centro Democrático           |
| 6  | Edison Antonio Restrepo Ruíz      | 18.662  | Partido Centro Democrático           |
| 7  | Andrés Felipe Bedoya Rendón       | 42.109  | Partido Político Creemos             |
| 8  | Mateo Escobar Valencia            | 33.460  | Partido Político Creemos             |
| 9  | Julieth Zulema Zapata Cardona     | 24.822  | Partido Político Creemos             |
| 10 | David Fernando Ruiz Gómez         | 16.060  | Partido Político Creemos             |
| 11 | Juan Felipe Vélez Álvarez         | 10.499  | Partido Político Creemos             |
| 12 | Jaime Alonso Cano                 | 65.500  | Partido Conservador                  |
| 13 | Jorge Alonso Correa Betancur      | 36.101  | Partido Conservador                  |
| 14 | Walter Adier Arias Tobón          | 36.076  | Partido Conservador                  |
| 15 | Juan Esteban Villegas Aristizabal | 25.542  | Partido Conservador                  |
| 16 | Jonathan Andrés Roldán Jiménez    | 48.595  | Partido Liberal                      |
| 17 | Juan Carlos Palacio Fernández     | 38.574  | Partido Liberal                      |
| 18 | Hernán Darío Torres Alzate        | 32.073  | Partido Liberal                      |
| 19 | Camilo Andrés Calle Ochoa         | 20.556  | Partido Alianza Verde                |
| 20 | Juan David Muñoz Quintero         | 14.316  | Partido Alianza Verde                |
| 21 | Rogelio de Jesús Zapata Alzate    | 14.180  | Partido Alianza Verde                |
| 22 | Manuel María García Lozano        | 109.431 | Coalición Pacto Histórico            |
| 23 | Néstor Mauricio Caly Padilla      | 21.873  | Coalición Juntos Podemos Más         |
| 24 | Julio César Restrepo Escobar      | 22.054  | Partido Alianza Social Independiente |
| 25 | Luis Eduardo Peláez Jaramillo     | 11.788  | Coalición Renace                     |
| 26 | Walter Manuel Salas Quinto        | 14.677  | Partido Independientes               |